# Pěchotní tank

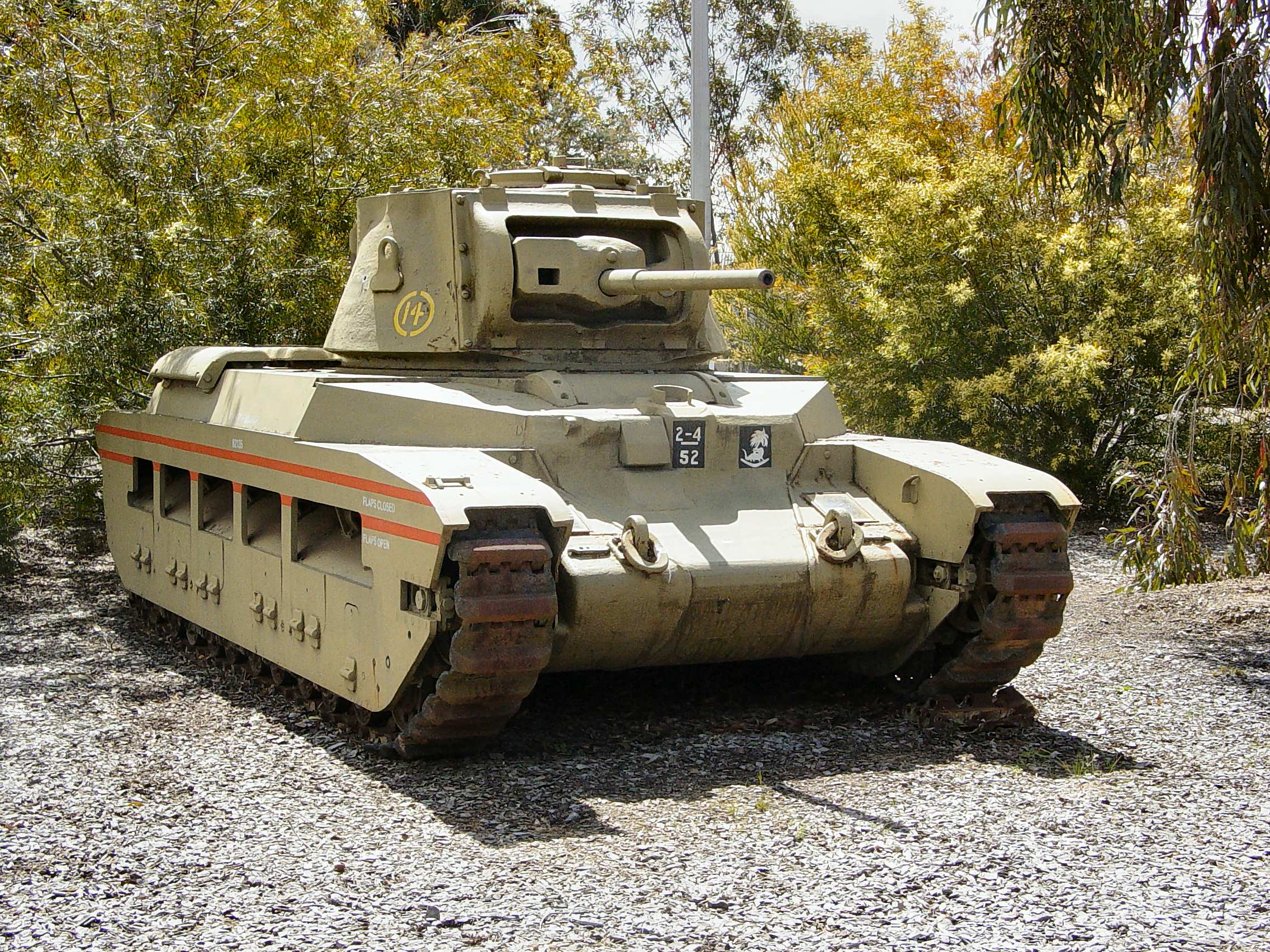
Pěchotní tank Matilda II (Infantry Tank Mk. II)

Pěchotní tank je název kategorie tanků vzniklé a rozvinuté ve Velké Británii v letech mezi světovými válkami. Tyto tanky obvykle měly mnohem silnější pancéřování ve srovnání s lehčími tanky další kategorie - rychlý tank - a byly určeny zejména k bezprostřední podpoře postupující pěchoty a k ničení opevněných pozic protivníka. Do vzniklého průlomu měly nastoupit rychlé tanky a s využitím své vysoké rychlosti a většího dosahu vniknout do hloubky nepřátelského území a odříznout zásobovací linie, nebo provést obchvat jeho pozic.
V moderní terminologii pěchotní tanky byly v podstatě těžké tanky, zatímco rychlé tanky plnily roli středních a lehkých tanků nebo obrněných automobilů.

## Předchůdci

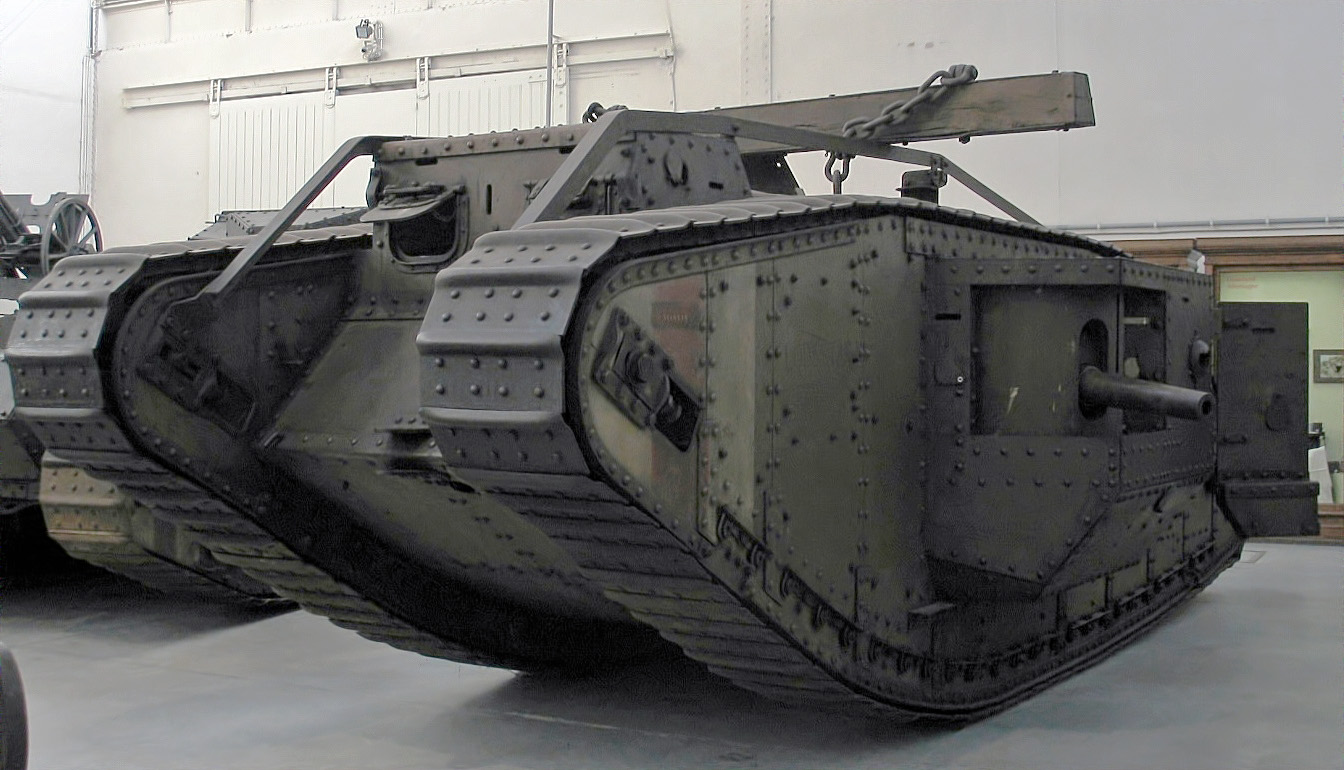
Předchůdce kategorie pěchotních tanků - Mark IV

Rozdělení tanků na pěchotní a rychlé má svůj počátek v britské armádě období první světové války. Tehdy byly rozděleny zvlášť těžké tanky Mark I, II, III, Mark IV, Mark V a druhou skupinu tvořily rychlejší tanky typu Mark A "Whippet", Mark B a Mark C. V meziválečném období britské experimenty v oblasti tankových vojsk dále podporovaly tuto koncepci, protože se shodovala s oficiální válečnou doktrínou. 

## Meziválečné období a druhá světová válka
Jelikož pěchotní tanky měly postupovat zároveň s pěchotou pohybující se pouze po vlastních nohou, nebyla zapotřebí vysoká rychlost jízdy a proto byly schopny disponovat silnějším pancéřováním. První britské pěchotní tanky Mk.I Matilda I a Mk.II Matilda II byly vyzbrojeny kulometem respektive dvouliberním protitankovým kanónem (2-pdr OQF). Dále následovaly další typy Mk.III Valentine a Mk.IV Churchill. Toto "rozštěpení" v rozdělení rolí mezi tanky pěchotní a tanky rychlé vydrželo v britské armádě až do konce druhé světové války.

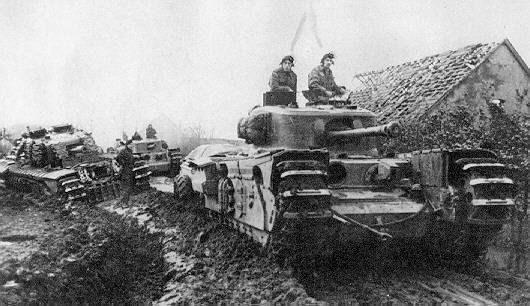
Pěchotní tank Churchill (Infantry Tank Mk. IV)

Ačkoliv byly tyto tanky schopny odolat zásahům z tankových a protitankových kanónů a jejich konstrukce umožňovala dobrou průchodnost v terénu, v praxi se rozdělení tanků na tyto dvě skupiny neukázalo jako efektivní. Ačkoliv byl pěchotní tank Churchill ve své úloze poměrně úspěšný, idea pěchotního tanku postupně s vývojem nových typů v průběhu války dohasínala. Nakonec byly úplně nahrazeny nástupem nového "univerzálního tanku" (Main Battle Tank - MBT) Centurion, který měl pancéřování a palebnou sílu jako pěchotní tanky zároveň s vysokou rychlostí a pohyblivostí jako rychlé tanky. 
Tato koncepce byla uplatněna rovněž u dalších dvou tankových velmocí třicátých let. V Sovětském svazu byla reprezentována lehkým pěchotním tankem T-26 a později těžkým pěchotním tankem KV-I a KV-II. Ve Francii byly zkonstruovány lehký pěchotní tank Renault R-35 a těžký pěchotní tank Char B1.